# Camden (Illinois)
Camden és una població dels Estats Units a l'estat d'Illinois. Segons el cens del 2000 tenia 97 habitants.

## Demografia
Segons el cens del 2000, Camden tenia 97 habitants, 38 habitatges, i 25 famílies. La densitat de població era de 49,3 habitants/km².
Dels 38 habitatges en un 31,6% hi vivien nens de menys de 18 anys, en un 57,9% hi vivien parelles casades, en un 5,3% dones solteres, i en un 31,6% no eren unitats familiars. En el 28,9% dels habitatges hi vivien persones soles el 10,5% de les quals corresponia a persones de 65 anys o més que vivien soles. El nombre mitjà de persones vivint en cada habitatge era de 2,55 i el nombre mitjà de persones que vivien en cada família era de 3,15.
Per edats la població es repartia de la següent manera: un 27,8% tenia menys de 18 anys, un 8,2% entre 18 i 24, un 30,9% entre 25 i 44, un 20,6% de 45 a 60 i un 12,4% 65 anys o més.
L'edat mediana era de 34 anys. Per cada 100 dones de 18 o més anys hi havia 112,1 homes.
La renda mediana per habitatge era de 26.250 $ i la renda mediana per família de 34.375 $. Els homes tenien una renda mediana de 20.556 $ mentre que les dones 17.500 $. La renda per capita de la població era de 9.981 $. Aproximadament el 24,1% de les famílies i el 33,3% de la població estaven per davall del llindar de pobresa.

## Poblacions més properes
El següent diagrama mostra les poblacions més properes.